# Ablonczy Pál
Ablonczy Pál (Aggtelek, 1950. október 3. – Sátoraljaújhely, 2012. június 28.) magyar orvos.

## Élete
Harmadik gyermekként született Aggteleken, édesapja Ablonczy László református lelkész, édesanyja Kövér Anna. 1955-ben Tiszadorogmára költözött a család, mivel édesapja ott folytatta lelkészi szolgálatát. Ott kezdte meg általános iskolai tanulmányait, melyet 1959-től Hejőcsabán folytatott és ott is fejezte be.
1969-ben Miskolcon a Földes Ferenc Gimnáziumban érettségizett. Osztályfőnöke hatására leginkább a természettudományok érdekelték, így földrajz tárgyból sikeresen szerepelt országos tanulmányi versenyeken. Lelkes természetjáró, barlangász és sziklamászó volt, szerette az ásványokat és ebből kifolyólag geológus szeretett volna lenni, de nem nyert felvételt az egyetem ezen szakára. Az indoklás szerint hely hiány miatt nem vették fel, ám a valódi ok az volt, hogy papgyerekként az akkori hatalom nem tolerálta a család vallásosságát. Nehezen dolgozta fel a kudarcot, így dacból a 116. számú Ipari Szakmunkásképző Intézet felvonószerelői szakára 
jelentkezett és liftszerelő szakmunkás bizonyítványt szerzett.
Családi hatásra 1971-ben jelentkezett a Debreceni Orvostudományi Egyetemre, ahová
felvették. Egyetemi évei alatt ismerkedett meg későbbi feleségével, majd 1977-ben lediplomázott. Még ebben az évben Cigándra költözött és itt alapított családot. 1977. október 15-én állt szolgálatba a községi tanács alkalmazottjaként Cigánd nagyközség I. számú körzetében  
.

## Munkássága
A rendszerváltást követően vállalkozó orvos lett, majd 1994-ben háziorvosi szakvizsgát tett. A település nagyrabecsült háziorvosaként, 35 éven keresztül gyógyította betegeit. Kiemelkedő szerepe volt a szakmai munkát segítő minilabor és a 
fizikoterápia részleg kialakításában, majd a központi orvosi ügyelet járóbetegellátó központ létesítésében. A település lakossága munkáját elismerte, emberi magatartását, közéleti tevékenységét rendkívül pozitívan értékelte. Közéleti munkássága Cigánd fejlődésében ezen belül az egészségügyi ellátás feltételeinek jobbításában is elismerésre méltó. Az egészségügyi ellátás érdekében kifejtett kiemelkedő szakmai és közszolgálati tevékenysége elismeréseként 2004-ben Pro Sanitate díjban részesült. 
Cigánd Város Önkormányzata és Képviselő-testülete, 2012. augusztus 19-én posztumusz 
Díszpolgári címet adományozott részére.

## Magánélete
Felesége Dudás Márta, akitől három gyermeke született: Dániel tanár, Pál mérnök, Sára agrármérnök.

## Díjai, elismerései
- Pro Sanitate díj (2004)[4][2]
- Cigánd város díszpolgára (2012-posztumusz)[3]

## Emlékezete

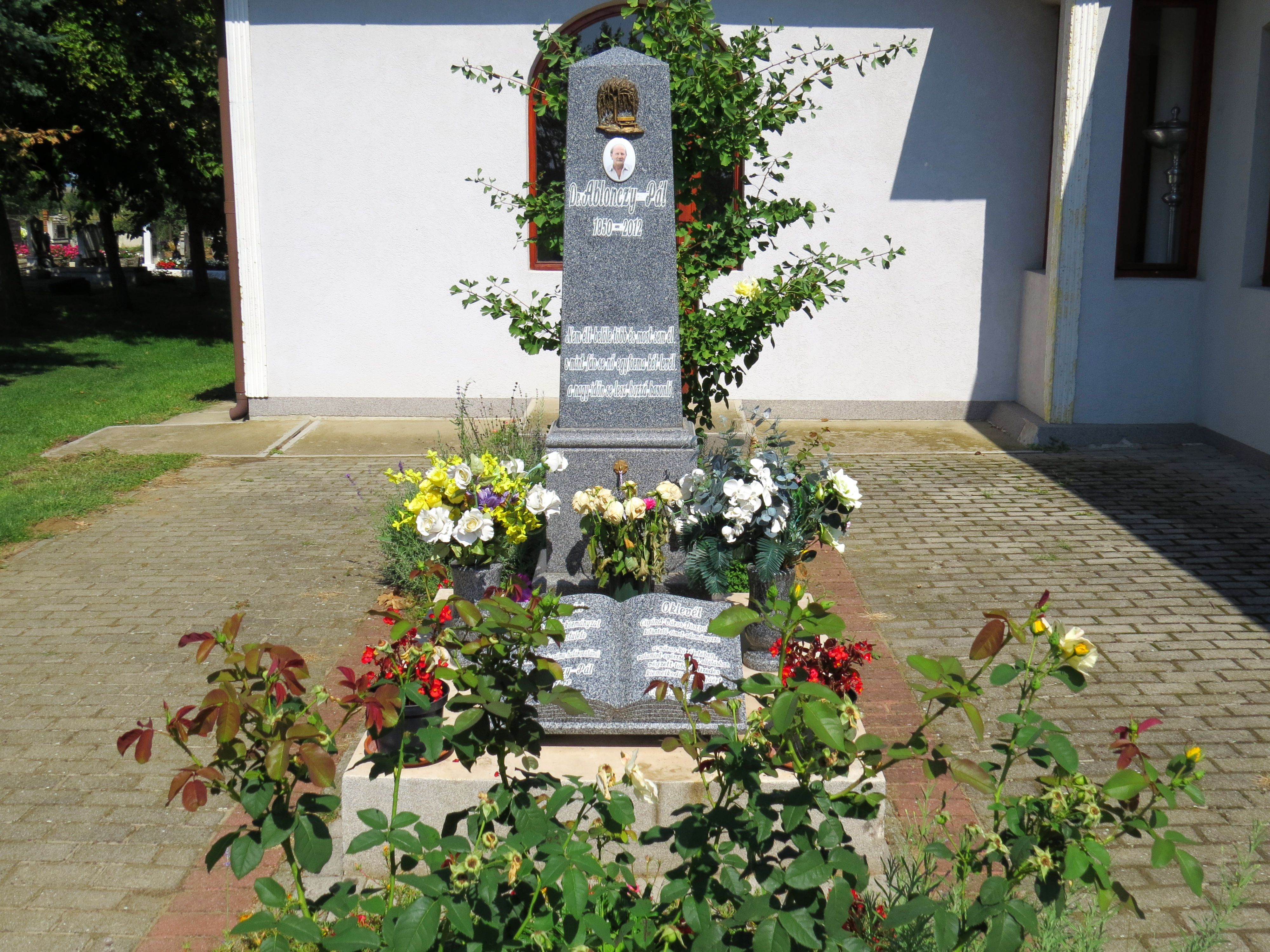
Dr. Ablonczy Pál díszsírhelye (Cigánd, 2017)

- 2021-ben civil kezdeményezés indult, hogy álljon a városban egy szobor, mely méltó módon kifejezi nagyságát és jelentőségét. A szobor közadakozásból készült el és közel 150 adományozó és Cigánd Város Önkormányzata is támogatta. A vratza mészkőből készült szobrot, Czigándy Varga Sándor szobrászművész készítette és 2022. július 1-én volt a szobor leleplezése.[2][6]
- A város vezetősége úgy határozott, hogy Ablonczy doktor szobrának felavatása napjától, azaz 2022. július 1-től, a Bodrogközi Kistérségi Járóbeteg Szakellátó Központ neve: Dr. Ablonczy Pál Egészségügyi Központ. Az intézményi névadónak emléket állító táblát Czigándy Varga Sándor Dr. Ablonczy Pálról készített grafikájának másolata dísziti.[1][2]
- A cigándi köztemetőben díszsírhelyen nyugszik, a ravatalozó főbejáratától balra.